# فيكتور بوولنجر
فيكتور بوولنجر (بالإسبانية: Víctor Boulanger)‏ هو لاعب كرة قدم بيروفي، ولد في 15 يوليو 1940 في تالارا في بيرو.

## وصلات خارجية
- فيكتور بوولنجر على موقع عالم كرة القدم.نت (الإنجليزية)
- فيكتور بوولنجر على موقع أوليمبيديا (الإنجليزية)